# Star Trek: Fan Collective
Star Trek: Fan Collective, är en serie DVD boxar som Star Trek fansen själva har fått vara med och rösta fram vilka avsnitt som de helst skulle vilja se i respektive box. Alla boxarna har ett varsitt tema som beskriver handlingen i de avsnitt som finns eller kommer att finnas i boxen. Samtliga boxar inkluderar på något sätt avsnitt från alla fem tv-serierna Star Trek: The Original Series, Star Trek: The Next Generation, Star Trek: Deep Space Nine, Star Trek: Voyager och Star Trek: Enterprise. Avsnitten som man får rösta på har valts fram av produktionsbolaget efter det innehåll som temat för boxen avser och sedan röstar man. Resultatet får man reda på i samband med det officiella släppet av samlingarna.

## Boxar
Förutom det unika temat som varje box har så finns även andra små överraskningar tillsammans med de framröstade avsnitten. Varje utgåva har exempel textkommentarer på utvalda episoder med några som har arbetat med Star Trek genom åren, vilket är ungefär som ett ljudkommentatorspår på en vanlig DVD. Ibland kan samlingarna även inkludera videodokumentärer som diskuterar boxens tema i förhållande till Star Trek etc.
Av dessa samlingsutgåvor så har det hittills producerats fem stycken med följande teman:

### Borg
Denna samlingsutgåva koncentrerar sig på den mest brutala makten i galaxen nämligen Borgerna, mest kända för att assimilera andra kulturer till det egna kollektivet. Denna utgåva ger oss en ett späckat innehåll som ger oss en bred bild av de känslokalla cyborgerna. Totalt sett så innehåller denna samling 14 episoder från serierna Star Trek: The Next Generation, Star Trek: Voyager och Star Trek: Enterprise.
| Nr i serien | Disc | Titel                     | Stardate       | Regissör                      | Författare                                             | Serie | Sändes (USA)                  | Sändes (Sverige)                 |
| --- | ---- | ------------------------- | -------------- | ----------------------------- | ------------------------------------------------------ | ----- | ----------------------------- | -------------------------------- |
| I | 1    | "Regeneration"            | Okänt          | David Livingston              | Mike Sussman & Phyllis Strong                          | ENT   | 7 maj 2003                    | 10 augusti 2004                  |
| En grupp Borger (från Star Trek: First Contact) återupplivas efter att ha legat nerfrysta i ett århundrade i antarktisk is. |      |                           |                |                               |                                                        |       |                               |                                  |
| II | 1    | "Q Who?"                  | 42761.3        | Rob Bowman                    | Maurice Hurley                                         | TNG   | 8 maj 1989                    | 22 augusti 1995                  |
| Q introducerar besättningen på Enterprise för Borgerna. |      |                           |                |                               |                                                        |       |                               |                                  |
| IIIIV | 1    | "The Best of Both Worlds" | 43989.144001.4 | Cliff Bole                    | Michael Piller                                         | TNG   | 18 juni 199024 september 1990 | 24 februari 199625 februari 1996 |
| Picard kidnappas av Borgerna, som påbörjar sin invadering av federationen. Picard blir transformerad till en av Borgerna, och hotar med all sin intima kunskap om federationen dess existens.                                                                     |      |                           |                |                               |                                                        |       |                               |                                  |
| V | 2    | "I, Borg"                 | 45854.2        | Robert Lederman               | René Echevarria                                        | TNG   | 11 maj 1992                   | 1 februari 1997                  |
| Enterprise räddar en överlevande Borg, och Picard planerar att använda honom som ett vapen mot hans nemesis. |      |                           |                |                               |                                                        |       |                               |                                  |
| VIVII | 2    | "Descent"                 | 46982.147025.4 | Alexander Singer              | Ronald D. Moore & Jeri TaylorRené Echevarria           | TNG   | 21 juni 199320 september 1993 | 23 augusti 199730 augusti 1997   |
| Besättningen stöter på en grupp Borger som är individuellt självständiga, och Data upplever kort känslor. Borgerna leds av Datas onde bror Lore. Data faller under hans kontroll genom att överflödas av negativa känslor.                                        |      |                           |                |                               |                                                        |       |                               |                                  |
| VIIIIX | 23   | "Scorpion"                | 50984.351003.7 | David LivingstonWinrich Kolbe | Brannon Braga & Joe Menosky                            | VOY   | 21 maj 19973 september 1997   | 1 januari 2001?                  |
| Voyager tvingas åka genom ett område av rymden som kontrolleras av Borgerna. Janeway och Tuvok ingår en pakt med Borgerna och möter Seven of Nine samtidigt som de försöker få fram ett vapen mot Species 8472 i utbyte mot säker passage genom Borg territorium. |      |                           |                |                               |                                                        |       |                               |                                  |
| X | 3    | "Drone"                   | Okänt          | Les Landau                    | Brannon Braga, Joe Menosky, Bryan Fuller & Harry Kloor | VOY   | 14 oktober 1998               |                                  |
| Doktorns mobila sändare skadas under en beaming från ett uppdrag. Den smälter sedan ihop med Seven of Nines Borg nanoprobes och DNA från en manlig fänrik och skapar en 2900-tals Borg.                                                                           |      |                           |                |                               |                                                        |       |                               |                                  |
| XI | 3    | "Dark Frontier"           | 52619.2        | Cliff Bole                    | Brannon Braga & Joe Menosky                            | VOY   | 17 februari 1999              |                                  |
| Janeway planerar att stjäla en transwarp coil från ett avstängt Borgskepp för att korta ner hemresan. |      |                           |                |                               |                                                        |       |                               |                                  |
| XIIXIII | 4    | "Unimatrix Zero"          | 54014.4        | Allan KroekerMike Vejar       | Brannon Braga, Joe Menosky & Mike Sussman              | VOY   | 24 maj 20004 oktober 2000     |                                  |
| Janeway, B'Elanna och Tuvok infiltrerar en Borgkub för att rädda Borger som tränar på sin individualitet. |      |                           |                |                               |                                                        |       |                               |                                  |
| XIV | 4    | "Endgame"                 | 54973.4        | Allan Kroeker                 | Rick Berman, Kenneth Biller & Brannon Braga            | VOY   | 23 maj 2001                   |                                  |
| Amiral Janeway kommer från framtiden för att korta ner Voyagers hemresa. |      |                           |                |                               |                                                        |       |                               |                                  |

### Time Travel
Denna samlingsutgåva i serien av fanboxar är baserad på temat tidsresor som tar tittarna iväg på resor i tiden som endast kan göras i fantasin. I utgåvan får vi följa kaptenerna från Star Trek: The Original Series, Star Trek: The Next Generation, Star Trek: Deep Space Nine och Star Trek: Voyager på spännande äventyr i det förflutna. Antingen är det James T. Kirk som hamnar på 1930-talet för att stoppa en galen Dr. Leonard McCoy från att ändra historien eller så är det Jean-Luc Picard som hittar Datas huvud i en gammal grotta i San Francisco. Totalt sett så finns det 12 episoder från dessa serier.
| Nr | Titel                         | Stardate | Regissör          | Manus                                                            | Serie | Disc | Sändes (USA)      | Sändes (Sverige) |
| --- | ----------------------------- | -------- | ----------------- | ---------------------------------------------------------------- | ----- | ---- | ----------------- | ---------------- |
| I | "Tomorrow Is Yesterday"       | 3113.2   | Michael O'Herlihy | D. C. Fontana                                                    | TOS   | 1    | 26 januari 1967   |                  |
| Besättningen på rymdskeppet Enterprise reser tillbaka i tiden till Jorden på 1960-talet, och måste räta till skadorna på tidslinjen de har orsakat.                                                                                      |                               |          |                   |                                                                  |       |      |                   |                  |
| II | "City on the Edge of Forever" | 3134.0   | Joseph Pevney     | Harlan Ellison                                                   | TOS   | 1    | 6 april 1967      |                  |
| Besättningen upptäcker en tidsportal, som leder till att McCoy av misstag råkar ändra Jordens historia under tidigare delen av 1900-talet. Kirk och Spock följer efter honom för att förhindra att Nazisterna vinner andra världskriget. |                               |          |                   |                                                                  |       |      |                   |                  |
| III | "Yesterday's Enterprise"      | 43625.2  | David Carson      | Ira Steven Behr, Richard Manning, Hans Beimler & Ronald D. Moore | TNG   | 1    | 19 februari 1990  | 14 januari 1996  |
| Ett möte med Enterprise-C orsakar en störning i tidsflödet och återvändadet av den döde Tasha Yar. |                               |          |                   |                                                                  |       |      |                   |                  |
| IV | "Cause and effect"            | 45652.1  | Jonathan Frakes   | Brannon Braga                                                    | TNG   | 1    | 23 mars 1992      | 28 december 1996 |
| Enterprise fastnar i en kausalitets loop, men besättningen återfår en del minnen från tidigare tillfällen. |                               |          |                   |                                                                  |       |      |                   |                  |
| V | "Time's Arrow (Del I)"        | 45959.1  | Les Landau        | Joe Menosky & Michael Piller                                     | TNG   | 2    | 15 juni 1992      | 22 februari 1997 |
| Data transporteras tillbaka i tiden till 1800-talets San Francisco. |                               |          |                   |                                                                  |       |      |                   |                  |
| VI | "Time's Arrow (Del II)"       | 46001.3  | Les Landau        | Joe Menosky & Jeri Taylor                                        | TNG   | 2    | 21 september 1992 | 1 mars 1997      |
| Besättningen följer efter Data till 1800-talets San Francisco. |                               |          |                   |                                                                  |       |      |                   |                  |
| VII | "All Good Things..."          | 47988.1  | Winrich Kolbe     | Ronald D. Moore & Brannon Braga                                  | TNG   | 2    | 23 maj 1994       |                  |
| Med hjälp från Q reser Picard i tiden för att rädda mänskligheten. |                               |          |                   |                                                                  |       |      |                   |                  |
| VIII | "Little Green Men"            | Okänt    | James L. Conway   | Ira Steven Behr & Robert Hewitt Wolfe                            | DS9   | 3    | 13 november 1995  |                  |
| Quark, Rom och Nog slungas av misstag tillbaka i tiden till Roswell, New Mexico, på Jorden år 1947. |                               |          |                   |                                                                  |       |      |                   |                  |
| IX | "Trials and Tribble-ations"   | 4523.7   | Jonathan West     | Ronald D. Moore & René Echevarria                                | DS9   | 3    | 4 november 1996   |                  |
| Sisko och hans besättning åker tillbaka i tiden till kapten Kirks tid för att hitta en bomb maskerad som en tribble. |                               |          |                   |                                                                  |       |      |                   |                  |
| X | "Year of Hell (Del I)"        | 51268.4  | Allan Kroeker     | Brannon Braga & Joe Menosky                                      | VOY   | 3    | 5 november 1997   |                  |
| Voyager bygger ett nytt Astrometrics Lab, som med kartor och ny kurs leder dem ivägen för ett Krenim temporärskepp som kan radera ut saker ur historien.                                                                                 |                               |          |                   |                                                                  |       |      |                   |                  |
| XI | "Year of Hell (Del II)"       | 51268.4  | Mike Vejar        | Brannon Braga & Joe Menosky                                      | VOY   | 3    | 12 november 1997  |                  |
| Ett väldigt skadat Voyager gömmer sig i en nebulosa samtidigt som man försöker reparera skeppet. Samtidigt föreslår Krenim kommendören en kompromiss till Chakotay och Paris.                                                            |                               |          |                   |                                                                  |       |      |                   |                  |
| XII | "Endgame"                     | 54973.4  | Allan Kroeker     | Rick Berman, Kenneth Biller & Brannon Braga                      | VOY   | 4    | 23 maj, 2001      |                  |
| Amiral Janeway kommer från framtiden för att korta ner Voyagers hemresa. |                               |          |                   |                                                                  |       |      |                   |                  |

### Q
Denna samlingsutgåva koncentrerar sig till alla Star Trek fans favorit karaktär, nämligen den irriterande, men roliga odödliga varelsen Q. Denna utgåva är en hedring till karaktären Q och de övriga näst intill omnipotenta, odödliga, gudalika varelser från det ändlösa Q-kontinuiteten. Att de är irriterande har gjort att de har blivit ökända i hela Federationen, men mest ökänd är han nog för starfleet officerarna Jean-Luc Picard, Benjamin Sisko och Kathryn Janeway. Denna utgåva innehåller samtliga 12 avsnitten från serierna Star Trek: The Next Generation, Star Trek: Deep Space Nine och Star Trek: Voyager.
| Nr | Titel                   | Stardate | Regissör        | Manus                              | Serie | Disc | Sändes (USA)      | Sändes (Sverige)  |
| --- | ----------------------- | -------- | --------------- | ---------------------------------- | ----- | ---- | ----------------- | ----------------- |
| I | "Encounter at Farpoint" | 41153.7  | Corey Allen     | D. C. Fontana & Gene Roddenberry   | TNG   | 1    | 28 september 1987 | 16 september 1994 |
| Det nya rymdskeppet Enterprise påbörjar sin jungfruresa genom att avslöja hemligheten bakom en avancerad rymdstation. Deras uppdrag hotas av den allsmäktige varelsen Q.                                               |                         |          |                 |                                    |       |      |                   |                   |
| II | "Hide and Q"            | 41590.5  | Cliff Bole      | C.J. Holland & Gene Roddenberry    | TNG   | 1    | 23 november 1987  | 25 november, 1994 |
| Q återvänder för att fresta Riker att ansluta sig till Q-kontinuet genom att ge denne gudalika krafter. |                         |          |                 |                                    |       |      |                   |                   |
| III | "Q Who?"                | 42761.3  | Rob Bowman      | Maurice Hurley                     | TNG   | 1    | 8 maj 1989        | 22 augusti 1995   |
| Q introducerar besättningen på Enterprise för Borgerna. |                         |          |                 |                                    |       |      |                   |                   |
| IV | "Déjà Q"                | 43539.1  | Les Landau      | Richard Danus                      | TNG   | 2    | 5 februari 1990   | 7 januari 1996    |
| Q bannlyses från Q-kontinuet och hamnar helt utan förvarning på Enterprise helt naken och hjälplös. |                         |          |                 |                                    |       |      |                   |                   |
| V | "Q-Pid"                 | 44741.9  | Cliff Bole      | Ira Steven Behr & Randee Russell   | TNG   | 2    | 22 april 1991     | 5 maj 1996        |
| Q försöker återgälda en skuld till Picard efter incidenten vid deras tidigare möte, genom att skicka honom och besättningen in i Robin Hoods värld.                                                                    |                         |          |                 |                                    |       |      |                   |                   |
| VI | "True Q"                | 46192.3  | Robert Scheerer | René Echevarria                    | TNG   | 2    | 26 oktober 1992   | 5 april 1997      |
| Enterprise plockar upp en väldigt speciell flicka som besitter märkliga krafter, som anses vara väldigt intressanta av Q-kontinuet.                                                                                    |                         |          |                 |                                    |       |      |                   |                   |
| VII | "Q-Less"                | 46531.2  | Paul Lynch      | Robert Hewitt Wolfe                | DS9   | 2    | 7 februari 1993   |                   |
| Q och Vash dyker upp på Deep Space Nine och stationen utsätts för ett mystiskt systemfel. |                         |          |                 |                                    |       |      |                   |                   |
| VIII | "Tapestry"              | Okänt    | Les Landau      | Ronald D. Moore                    | TNG   | 3    | 15 februari 1993  | 7 juni 1997       |
| Picard ligger skadad och svävar mellan liv och död. Helt plötsligt vaknar han upp i livet efter detta som leds av Q.                                                                                                   |                         |          |                 |                                    |       |      |                   |                   |
| IX | "All Good Things..."    | 47988.1  | Winrich Kolbe   | Ronald D. Moore & Brannon Braga    | TNG   | 3    | 23 maj 1994       |                   |
| Med hjälp från Q reser Picard i tiden för att rädda mänskligheten. |                         |          |                 |                                    |       |      |                   |                   |
| X | "Death Wish"            | 49301.2  | James L. Conway | Michael Piller                     | VOY   | 3    | 19 februari 1996  | 24 juni 1999      |
| Mitt under sin långa resa hem stöter besättningen på rymdskeppet Voyager en komet som visar sig hålla en självmordsbenägen Q som försöker gömma sig från den för Starfleet ökände Q och vill helst av allt bli dödlig. |                         |          |                 |                                    |       |      |                   |                   |
| XI | "The Q and the Grey"    | 50384.2  | Cliff Bole      | Kenneth Biller & Shawn Piller      | VOY   | 4    | 27 november 1996  | 1 juni 2000       |
| Q återvänder till Voyager för att försöka skapa en relation mellan sig skeppets kapten Janeway i hopp om att försöka lösa ett inbördeskrig som brutit ut i Q-kontinuet.                                                |                         |          |                 |                                    |       |      |                   |                   |
| XII | "Q2"                    | 54704.5  | LeVar Burton    | Robert J. Doherty & Kenneth Biller | VOY   | 4    | 11 april 2001     |                   |
| Q har problem med att uppfostra sin son så han återvänder till Voyager för att låta pojkens gudmor, alltså Janeway, att lära honom lite hyfs och fason vilket blir en tuff utmaning för besättningen.                  |                         |          |                 |                                    |       |      |                   |                   |

### Klingon
Denna samlingsutgåva koncentrerar sig på en av Star Treks klassiska raser, nämligen klingonerna. Denna ras kännetecknas mest för sin korta stubin och deras krigarkultur som går ut på heder och ära, vilket oftast nämns i samband med ärofullt att dö i strid. Federationen har genom historiens gång haft ett frostigt förhållande med klingonerna vilket har lett till ett antal sammandrabbningar dem emellan. På senare tid så ingår de i en allians med federationen, en fredlig sådan vilket bland annat öppnade dörrarna för Worf att gå med i Starfleet. Totalt sett så innehåller denna samling 11 utvalda avsnitt från Star Trek: The Original Series, Star Trek: The Next Generation, Star Trek: Deep Space Nine, Star Trek: Voyager och Star Trek: Enterprise.
| Nr   | Serie, År & Avsnitt       | Stardate | Serie |
| **   | Disc 1: 2151 - 2268       | **       | ***   |
| ---- | ------------------------- | -------- | ----- |
| I    | Broken Bow                | Okänt    | ENT   |
| II   | Errand of Mercy           | 3198.4   | TOS   |
| III  | The Trouble With Tribbles | 4523.3   | TOS   |
| **   | Disc 2: 2365 - 2368       | **       | ***   |
| IV   | A Matter of Honor         | 42506.5  | TNG   |
| V    | Sins of the Father        | 43685.2  | TNG   |
| VI   | Redemption, del I         | 44995.3  | TNG   |
| VII  | Redemption, del II        | 45020.4  | TNG   |
| **   | Disc 3: 2372              | **       | ***   |
| VIII | The Way of the Warrior    | 49011.4  | DS9   |
| IX   | The Sword of the Kahless  | Okänt    | DS9   |
| **   | Disc 4: 2373 - 2376       | **       | ***   |
| X    | Trials and Tribble-ations | 4523.7   | DS9   |
| XI   | Barge of the Dead         | Okänt    | VOY   |

### Captain's Log
Denna samlingsutgåva som är den senaste skiljer sig från de övriga samlingsutgåvorna då både fansen och kaptenernas skådespelare har fått säga sitt angående sina favorit avsnitt i serierna. Varje serie av de fem existerande serierna har fått tre var vilket resulterar i totalt 15 episoder. Av dessa är två från varje serie valda av fansen och resterande avsnitt per serie är valt av respektive kapten. Andra saker som inkluderas i denna utgåva är dokumentärer om de fem kaptenerna med deras skådespelare, introduktioner till vissa avsnitt osv.
| Nr | Titel                           | Stardate          | Regissör                     | Manus                                             | Serie | Disc | Sändes (USA)          | Sändes (Sverige) | Väljare         |
| --- | ------------------------------- | ----------------- | ---------------------------- | ------------------------------------------------- | ----- | ---- | --------------------- | ---------------- | --------------- |
| I | "City on the Edge of Forever"   | 3134.0            | Joseph Pevney                | Harlan Ellison                                    | TOS   | 1    | 6 april 1967          |                  | William Shatner |
| Besättningen upptäcker en tidsportal, som leder till att McCoy av misstag råkar ändra Jordens historia under tidigare delen av 1900-talet. Kirk och Spock följer efter honom för att förhindra att Nazisterna vinner andra världskriget.                                                                                            |                                 |                   |                              |                                                   |       |      |                       |                  |                 |
| II | "The Enterprise Incident"       | 5027.3            | John Meredyth Lucas          | D. C. Fontana                                     | TOS   | 1    | 27 september 1968     |                  | Fansen          |
| Besättningen ombord på Enterprise försöker stjäla en romulansk osynlighetsapparat. |                                 |                   |                              |                                                   |       |      |                       |                  |                 |
| III | "Balance Of Terror"             | 1709.2            | Vincent McEveety             | Paul Schneider                                    | TOS   | 1    | 15 december 1966      |                  | Fansen          |
| Enterprise påträffar en ny, fientlig rymdfarande ras som väcker misstankar om Mr. Spocks utseende. |                                 |                   |                              |                                                   |       |      |                       |                  |                 |
| IV | "In Theory"                     | 44932.3           | Patrick Stewart              | Joe Menosky & Ronald D. Moore                     | TNG   | 2    | 3 juni 1991           | 9 juni 1996      | Patrick Stewart |
| Data ingår en romantisk relation med en av sina medarbetare. |                                 |                   |                              |                                                   |       |      |                       |                  |                 |
| V | "Chain Of Command (Del I & II)" | 46357.4 & 46360.8 | Robert Scheerer & Les Landau | Ronald D. Moore & Frank Abatemarco                | TNG   | 2    | 14 & 21 december 1992 | 3 & 10 maj 1997  | Fansen          |
| Kapten Jellico anlitas som kapten på Enterprise, medan Picard skickas iväg på ett uppdrag på Cardassiskt territorium. Under uppdraget blir han tillfångatagen och utsätts för tortyr av sadistiska Cardassier. |                                 |                   |                              |                                                   |       |      |                       |                  |                 |
| VI | "Darmok"                        | 45047.2           | Winrich Kolbe                | Joe Menosky & Phillip LaZebnik                    | TNG   | 2    | 30 september 1991     | 7 september 1996 | Fansen          |
| Picard måste lära sig att kommunicera med en utomjordisk kapten som talar i metaforer innan en osynlig varelse dödar dem båda. |                                 |                   |                              |                                                   |       |      |                       |                  |                 |
| VII | "Far Beyond The Stars"          | Okänt             | Avery Brooks                 | Ira Steven Behr, Hans Beimler & Marc Scott Zicree | DS9   | 3    | 11 februari 1998      |                  | Avery Brooks    |
| Efter att en väns skepp har förstörts överväger Sisko att lämna Stjärnflottan. Genom mystiska omständigheter får han visioner av sig själv som en science fiction författare under 1950-talets USA, vilket får en stor påverkan på hans beslut.                                                                                     |                                 |                   |                              |                                                   |       |      |                       |                  |                 |
| VIII | "What You Leave Behind"         | Okänt             | Allan Kroeker                | Ira Steven Behr & Hans Beimler                    | DS9   | 3    | 2 juni 1999           |                  | Fansen          |
| Sisko leder alliansen bestående av Federationen/Klingonerna/Romulanerna i den slutliga offensiven mot Cardassiernas hemplanet. Dukat och Winn reser till eldgrottorna för att släppa lös Pah-Wraitherna, medan Damar leder sitt folk i en revolution i ett försök att störta Dominionregimen.                                       |                                 |                   |                              |                                                   |       |      |                       |                  |                 |
| IX | "In The Pale Moonlight"         | 51721.3           | Victor Lobl                  | Michael Taylor & Peter Allan Fields               | DS9   | 3    | 15 april 1998         |                  | Fansen          |
| Sisko ber Garak att hjälpa honom att få Romulanerna att gå med i kriget mot Dominion. |                                 |                   |                              |                                                   |       |      |                       |                  |                 |
| X | "Counterpoint"                  | Okänt             | Les Landau                   | Michael Taylor                                    | VOY   | 4    | 16 december 1998      |                  | Kate Mulgrew    |
| När de passerar genom Devore territoriet, genomgår Voyager rutinsökningar efter telepater. |                                 |                   |                              |                                                   |       |      |                       |                  |                 |
| XI | "The Omega Directive"           | 51781.2           | Victor Lobl                  | Jimmy Diggs, Steve J. Kay & Lisa Klink            | VOY   | 4    | 15 april 1998         |                  | Fansen          |
| Janeway förbinder sig att utföra Omega direktivet, vilket innebär att förgöra Omega molekyler, även om det strider mot Federationens främsta kod Prime Directive. |                                 |                   |                              |                                                   |       |      |                       |                  |                 |
| XII | "Flashback"                     | 50126.4           | David Livingston             | Brannon Braga                                     | VOY   | 4    | 11 september 1996     |                  | Fansen          |
| Tuvok upplever hjärnskadliga återblickar till tiden då han tjänstgjorde på Excelsior. Han och Janeway försöker hitta orsaken till dessa återblickar, då man tror att det beror på ett förträngt minne, genom att ingå en mindmeld.                                                                                                  |                                 |                   |                              |                                                   |       |      |                       |                  |                 |
| XIII | "Judgment"                      | Okänt             | James L. Conway              | Taylor Elmore & David A. Goodman                  | ENT   | 5    | 9 april 2003          |                  | Scott Bakula    |
| Archer arresteras och fängslas av Klingonerna för att ha påstås konspirera mot dem. |                                 |                   |                              |                                                   |       |      |                       |                  |                 |
| XIV | "These Are The Voyages"         | Okänt             | Allan Kroeker                | Rick Berman & Brannon Braga                       | ENT   | 5    | 13 maj 2005           |                  | Fansen          |
| Tvåhundra år in i framtiden observerar två medlemmar ur besättningen på USS Enterprise (NCC-1701-D) (William T. Riker & Deanna Troi) en holodeckskapelse av skeppet NX-01 sista resa år 2161 då hon återvänder till Jorden för att tas ur tjänst och skriva under avtalet som leder till bildandet av United Federation of Planets. |                                 |                   |                              |                                                   |       |      |                       |                  |                 |
| XV | "First Flight"                  | Okänt             | LeVar Burton                 | John Shiban & Chris Black                         | ENT   | 5    | 14 maj 2003           |                  | Fansen          |
| Efter det att Archer har fått reda på att en nära vän har gått bort så berättar han för T'Pol om sin tidiga karriär som testpilot för de nya warp-motorerna. |                                 |                   |                              |                                                   |       |      |                       |                  |                 |

## Rollfigurer

### Huvudpersoner
| Serie & Karaktär               | Skådespelare          | Befattning                   |
| Star Trek: The Original Series | **                    | ***                          |
| ------------------------------ | --------------------- | ---------------------------- |
| James T. Kirk                  | William Shatner       | Befälhavare                  |
| Mr. Spock                      | Leonard Nimoy         | Löjtnant                     |
| Nyota Uhura                    | Nichelle Nichols      | Löjtnant                     |
| Pavel Chekov                   | Walter Koenig         | Menig                        |
| Leonard McCoy                  | DeForest Kelley       | Chefsläkare                  |
| Hikaru Sulu                    | George Takei          | Löjtnant                     |
| Montgomery Scott               | James Doohan          | Chefsingenjör                |
| Star Trek: The Next Generation | **                    | ***                          |
| Jean-Luc Picard                | Patrick Stewart       | Befälhavare                  |
| William Riker                  | Jonathan Frakes       | Försteofficer                |
| Data                           | Brent Spiner          | Andreofficer                 |
| Geordi La Forge                | LeVar Burton          | Chefsingenjör                |
| Worf                           | Michael Dorn          | Säkerhetschef                |
| Beverly Crusher                | Gates McFadden        | Chefsläkare                  |
| Deanna Troi                    | Marina Sirtis         | Rådgivare                    |
| Tasha Yar                      | Denise Crosby         | Säkerhetschef (Säsong 1)     |
| Wesley Crusher                 | Wil Wheaton           | Ingen                        |
| Star Trek: Deep Space Nine     | **                    | ***                          |
| Benjamin Sisko                 | Avery Brooks          | Befälhavare                  |
| Kira Nerys                     | Nana Visitor          | Försteofficer                |
| Odo                            | Rene Auberjonois      | Säkerhetschef                |
| Miles O'Brien                  | Colm Meaney           | Operationschef               |
| Worf                           | Michael Dorn          | Strategisk operationsofficer |
| Jadzia Dax                     | Terry Farrell         | Vetenskapsofficer            |
| Jake Sisko                     | Cirroc Lofton         | Ingen                        |
| Quark                          | Armin Shimerman       | Ägare av Quark's bar         |
| Julian Bashir                  | Alexander Siddig      | Chefsläkare                  |
| Ezri Dax                       | Nicole de Boer        | Rådgivare                    |
| Star Trek: Voyager             | **                    | ***                          |
| Kathryn Janeway                | Kate Mulgrew          | Befälhavare                  |
| Chakotay                       | Robert Beltran        | Försteofficer                |
| B'Elanna Torres                | Roxann Dawson         | Chefsingenjör                |
| Tom Paris                      | Robert Duncan McNeill | Navigatör                    |
| Tuvok                          | Tim Russ              | Säkerhetschef                |
| Harry Kim                      | Garret Wang           | Operationsofficer            |
| Doktorn                        | Robert Picardo        | Chefsläkare                  |
| Neelix                         | Ethan Phillips        | Moralofficer & Kock          |
| Kes                            | Jennifer Lien         | Trädgårdsmästare             |
| Seven of Nine                  | Jeri Ryan             | Ingen                        |
| Star Trek: Enterprise          | **                    | ***                          |
| Jonathan Archer                | Scott Bakula          | Befälhavare                  |
| Phlox                          | John Billingsley      | Chefsläkare                  |
| T'Pol                          | Jolene Blalock        | Försteofficer                |
| Malcolm Reed                   | Dominic Keating       | Vapenofficer                 |
| Travis Mayweather              | Anthony Montgomery    | Rorsman                      |
| Hoshi Sato                     | Linda Park            | Kommunikationsofficer        |
| Charles "Trip" Tucker III      | Connor Trinneer       | Maskinchef                   |